# Љусићи (Коњиц)
Љусићи су насељено мјесто у општини Коњиц, Босна и Херцеговина.

## Становништво
|        | 2013.      | 1991.       | 1981.       | 1971.       |
| Укупно | 0 (0,000%) | 22 (100,0%) | 35 (100,0%) | 53 (100,0%) |
| Срби   | –          | 22 (100,0%) | 35 (100,0%) | 53 (100,0%) |